# River Ouse (The Humber)
Der River Ouse [uːz] (abgeleitet vom keltischen Wort für „Wasser“) ist ein Fluss in Yorkshire in England. 

## Namensgebung, einige Nebenflüsse
Der Name des Flusses Ure ändert sich etwa 9 km unterhalb der Einmündung des River Swale in Ouse (bei Linton-on-Ouse, 20 km nordwestlich von York). Die Ouse fließt dann in wechselnd südlichen bis östlichen Richtungen, zunächst durch York, passiert später Selby und Goole und mündet gemeinsam mit dem River Trent in das zur Nordsee offene Humber-Ästuar. Wichtige Nebenflüsse sind River Foss, River Wharfe, River Aire, River Derwent und River Don, deren Einzugsgebiete hauptsächlich in den North York Moors und den Yorkshire Dales liegen. Zusammen mit seinem Oberlauf, dem Ure, hat der Fluss eine Länge von 208 km (Der Fließweg über den Swale erreicht eine Länge von 183 km.).

## Orte entlang des Flusses
Vom Zusammenfluss von Swale und Ure:
Lower Dunsforth, Aldwark, Linton-on-Ouse, Newton-on-Ouse, Nun Monkton, Beningbrough, Overton, Nether Poppleton, York, South Bank, Fulford, Bishopthorpe, Naburn, Acaster Malbis, Acaster Selby, Cawood, Kelfield, Riccall, Barlby, Selby, Hemingbrough, Barmby on the Marsh, Booth, Hook, Skelton, Goole, Swinefleet, Saltmarshe, Reedness, Little Reedness, Yokefleet, Whitgift, Blacktoft, Ousefleet, Faxfleet